# Dimitrij Volčič
Dimitrij »Mitja« Volčič (italijansko tudi Demetrio), slovensko-italijanski politik, * 22. november 1931, Ljubljana, † 5. december 2021, Gorica.

## Odlikovanja in nagrade
Leta 2004 je prejel srebrni častni znak svobode Republike Slovenije z naslednjo utemeljitvijo: »za zasluge v dobro Republiki Sloveniji pri razvoju italijansko-slovenskega prijateljstva ter prizadevanja na zakonodajnem področju, pomembnem za življenje slovenske manjšine v Italiji«.